# 2002년 동계 올림픽 피겨스케이팅 페어
2002년 동계 올림픽 피겨스케이팅 페어 경기는 2002년 2월 9일부터 2월 11일까지 비빈트 스마트홈 아레나에서 열렸다.

## 경기 결과
메달은 2002년 2월 11일에 수여되었고, 2번째 메달 시상식은 그 해 2월 17일에 열렸다.
| 순위 | 선수                                                            | 국적            | 점수    | SP  | FS      |
| ---- | --------------------------------------------------------------- | --------------- | ------- | --- | ------- |
| 1    | 옐레나 베레즈나야 / 안톤 시하룰리제 자미 살레 / 다비드 펠레티어 | 러시아 · 캐나다 | N/A N/A | 1 2 | N/A N/A |
| 3    | 선쉐 / 자오훙보                                                 | 중화인민공화국  | 4.5     | 3   | 3       |
| 4    | 타티아나 토트미아니나 / 막심 마리닌                             | 러시아          | 6.0     | 4   | 4       |
| 5    | 쿄코 이나 / 존 지머만                                           | 미국            | 7.5     | 5   | 5       |
| 6    | 마리야 페트로바 / 알렉세이 티호노프                             | 러시아          | 9.0     | 6   | 6       |
| 7    | 도로타 자고르스카 / 마리우슈 시우데크                           | 폴란드          | 11.0    | 8   | 7       |
| 8    | 카테리나 베란코바 / 오토 들라볼라                               | 체코            | 11.5    | 7   | 8       |
| 9    | 팡칭 / 퉁젠                                                     | 중화인민공화국  | 14.0    | 10  | 9       |
| 10   | 자신더 라리비에르 / 레니 파우스티노                             | 캐나다          | 16.5    | 13  | 10      |
| 11   | 장단 / 장하오                                                   | 중화인민공화국  | 16.5    | 9   | 12      |
| 12   | 애너벨 란글로이스 / 패트리스 아르체토                           | 캐나다          | 18.0    | 14  | 11      |
| 13   | 티퍼니 스콧 / 필립 둘레본                                       | 미국            | 18.5    | 11  | 13      |
| 14   | 마리아나 카우츠 / 노르만 예슈케                                 | 독일            | 21.0    | 12  | 15      |
| 15   | 알리오나 사우첸코 / 스타니슬라우 모로조우                       | 우크라이나      | 22.0    | 16  | 14      |
| 16   | 타티아나 추바에바 / 드미트리 팔라마르추크                       | 우크라이나      | 23.5    | 15  | 16      |
| 17   | 올가 베스탄디고바 / 요제프 베스탄디그                           | 슬로바키아      | 25.5    | 17  | 17      |
| 18   | 나탈리아 포노마레바 / 에브게니 스비리도프                       | 우즈베키스탄    | 27.0    | 18  | 18      |
| 19   | 미첼라 코비시 / 루벤 데 프라                                    | 이탈리아        | 28.5    | 19  | 19      |
| 20   | 마리아 크라실체바 / 아르템 즈나치코프                           | 아르메니아      | 30.0    | 20  | 20      |

## 메달리스트
| 메달   | 선수                                         |
| ------ | -------------------------------------------- |
| 금메달 | 옐레나 베레즈나야 / 안톤 시하룰리제 · 러시아 |
| 금메달 | 자미 살레 / 다비드 펠레티어 · 캐나다         |
| 동메달 | 선쉐 / 자오훙보 · 중화인민공화국             |